# Scythris bengtbengtssoni
Scythris bengtbengtssoni is een vlinder uit de familie dikkopmotten (Scythrididae). De wetenschappelijke naam is voor het eerst geldig gepubliceerd in 1994 door Vives.
De soort komt voor in Europa.